# 最終電車 (ゲーム)
『最終電車』（さいしゅうでんしゃ）は、1998年2月26日にヴィジットから発売されたPlayStation用ゲームソフト。原作は大迫純一。日常に潜む恐怖を描いているストーリー。
3Dムービーや立体音響システムを採用したサウンドなど、PSならではの機能を取り入れて制作されている。
2002年4月25日にPlayStation 2用ソフトとしても発売された。

## 概要
ヴィジットから発売されたサウンドノベル作品の第2作目であり、本作より同社発売のノベルゲーム作品は「ハイパーノベル」というジャンル名が記載されるようになる。
システム面では背景画面の上に文章が表示され、途中で表示される選択肢を選ぶことでストーリが変化していく標準的なサウンドノベルとなっている。
前作『あかずの間』（1997年）に続き、グラフィックは全てCGで描かれている。シナリオの途中に突然イベントが起こり、CGによるムービーが挿入される。また、前作は背景のみで人物が描かれていなかったが、本作では『かまいたちの夜』（1994年）と同様のシルエット表示にて人物を描写している。
シナリオは選択肢により分岐していくが、それにより本編のホラー以外にもラブロマンスやギャグテイストのあるシナリオなど複数用意されており、シナリオルートを示すフロー図が電車の路線図を模したものになっている。表示される路線はゲームを進めるごとに増える。マルチシナリオのどのシナリオを進んでいるのかは、セーブ・ロード画面で表示される。

## ストーリー
遅くまでの残業のため、仕事の帰りにいつも乗っている最終電車。しかし、その日は何か様子が違っていた。最終電車は各駅停車のはずなのだが、自分の降りる駅で電車が止まらなかった。何故電車は止まらないのか、主人公はその謎を解こうと最後尾から先頭車両へと移動する。そこで主人公が見たものは・・・。 

## 登場人物
石岡 哲也
主人公。名前は変更可能。プレイヤーは彼の視点で事態に対処していく事となる。終電でいつも見かける女性（美由紀）のことが気になっている。デザイン事務所に勤めるデザイナーで、とあるシナリオによると特撮番組にも関わっている。
畠山 美由紀
中学校の歴史教師。こっそりコンビニでバイトをしているので帰りが遅い。後作の「19時03分 上野発夜光列車」にも登場。
白石 智道
中学受験のため塾に通う小学生。大人以上の知識量と判断力を持つ。オカルトマニアでもある。完結編にも登場。
河野 薫
女子高校生。外見は典型的なスカートの丈を短くしルーズソックスを履き、日焼けサロンで褐色、真っ黒に肌を焼き、全身真っ黒、黒光り肌なガングロギャル、1990年代の黒コギャルだが、お婆ちゃん子の一面もあり、あるシナリオでは祖母の形見（髪をまとめる紐・ブドウの蔓）を身に着けている事が分かる。
御堂 達彦
列車内で対面した時の自己紹介は「公務員」。長身かつ筋骨隆々の体格。実は鉄道警察隊の刑事で、鉄道ジャックや脱線事故が発生したシナリオでは事件捜査にあたっているらしく、会えるとしても主人公が電車を降りてからになる。（一部例外あり）
中村 政幸
サラリーマン。仕事での不平不満を酒で紛らわしている。
中村 千佳
完結編の視点主。女子高校生。髪型はツインテールと思われる。
サラリーマン風の男性（リメイク版追加シナリオ「時空の章」に登場）
本名不詳。車内の時間が過去に遡っていく中、酒酔いから醒めた中村（政幸）と共に主人公達と合流した。

## 移植版
| No. | タイトル | 発売日        | 対応機種      | 開発元   | 発売元     | メディア | 型式       | 売上本数 | 備考 |
| --- | -------- | ------------- | ------------- | -------- | ---------- | -------- | ---------- | -------- | ---- |
| 1   | 最終電車 | 2002年4月25日 | PlayStation 2 | ブレイク | ヴィジット | CD-ROM   | SLPS 25081 | -        |      |

オリジナル版との変更点
- 5.1chドルビーデジタル対応。
- オープニングムービーが若干変更。
- 登場人物のシルエットが青から白に変更。
- 「冥界封印編 時空の章」が追加、シナリオは大迫ではなく福田桐枝が担当している。
- 「最終戦隊編」の音楽が変更。

## スタッフ
PlayStation版
- エグゼクティブプロデューサー：森本和伸
- プロデューサー：加藤誠、大高紳吾
- 原作・脚本：大迫純一
- ディレクター：金丸義勝
- CGレイアウト&アニメーション：高松由美
- CGモデリング：廣田慎也
- メインプログラム：堤大輔
- シナリオプログラム：飯田真隆
- システムプランニング：山田成和
- 効果音：藤田靖明（ファースト サークル）、原夕輝、福積昌志（パワー ウェッジ）
- 音楽：阿部功、鳥生久男
- パッケージデザイン：鰺坂貞佳（企楽社）
- セールスプロモーション：島村玄忠
- デスクマネージャー：岩城敬子

PlayStation 2版
- エグゼクティブプロデューサー：森本和伸
- プロデューサー：加藤誠（ヴィジット）、大高紳吾（ヴィジット）、岡田昭（ブレイク）
- 原作・脚本：大迫純一
- 脚本（追加シナリオ）：福田桐枝
- システムプログラム：小林伸隆、染宮博
- CGデザイン：牛腸光義、外岡慶昭
- 音楽ディレクター：辻元宏
- 作曲：黒木千波留
- 効果音：大内哲也
- 進行：鈴木英太郎
- CGデザイン（オリジナル）：高松由美、廣田慎也
- 効果音（原音作成）：藤田靖明（ファーストサークル）、原夕輝（パワーウェッジ）、福積昌志（パワーウェッジ）
- スペシャルサンクス：金丸義勝、堤大輔、飯田真隆、山田成和、阿部功

## 評価
PlayStation版
ゲーム誌「ファミ通」の「クロスレビュー」では合計26点（満40点）となっている。
PlayStation 2版
ゲーム誌「ファミ通」の「クロスレビュー」では合計25点（満40点）となっている。